# 선우갑
선우 갑(鮮于 甲, 1893년 ~ ?)은 일제강점기에 언론인으로 활동하면서 일본 경찰의 밀정으로 근무했다. 본관은 태원이다.

## 생애
친일 단체 대동동지회(大東同志會) 회장, 조선총독부 중추원 참의를 지낸 선우순의 친동생이다. 평양 출신으로 일본 경찰 고등계 형사로 일했다.
1919년 2·8 독립 선언 당시에 일본 도쿄에 파견되어 유학생들을 감시하는 역할을 하였다. 도쿄 YMCA 본부 급습을 지휘한 선우갑은 송계백, 최팔용을 비롯한 사건의 주동자들을 밀고하여 체포하는 데에 큰 공을 세웠다. 이를 계기로 선우갑은 일본 제국의 큰 신임을 받았다.
일본 경시청 경부보로 재직 중이던 1919년에는 중국 상하이에서 안창호를 비롯한 대한민국 임시 정부 요인들에 대한 정보를 수집했고, 1920년에는 미국에서 활동 중이던 독립운동가에 대한 정보를 수집했다. 선우갑은 외국에서 기자로 파견되어 재외 독립 운동을 감시하고 국제 여론을 조선 독립에 부정적인 쪽으로 유도하는 일을 맡았다.
1925년에는 중국 안둥 현(安東縣)에서 헌병대 밀정으로 활동했고, 같은 해 9월에는 장자커우(張家口)에서 활동 중이던 몇몇 중국 군벌들에게 대아시아주의를 선전했다. 김구의 《백범일지》에는 대한민국 임시 정부가 있던 상하이에서 밀정 노릇을 하던 선우갑을 생포했다가 장공속죄(將功贖罪, 장차 공을 세워 죄를 갚음)하겠다는 약속을 받고 풀어주었더니 곧 달아나 버렸다는 일화가 등장한다.

## 사후
2002년 민족정기를 세우는 국회의원모임과 광복회가 공동 발표한 친일파 708인 명단에 선우순과 함께 선정되었다. 2007년 대한민국 친일반민족행위진상규명위원회가 발표한 친일반민족행위 195인 명단과 2008년 민족문제연구소가 정리한 친일인명사전 수록예정자 명단에도 형제가 함께 포함되어 있다.

## 참고자료
- 친일반민족행위진상규명위원회 (2009). 〈선우갑〉. 《친일반민족행위진상규명 보고서 Ⅳ-8》. 서울. 367~378쪽.
- 반민족문제연구소 (1993년 3월 1일). 〈선우순 : 내선일체론의 나팔수 (이명화)〉. 《친일파 99인 2》. 서울: 돌베개. ISBN 9788971990124.
- 임종국 (1991년 2월 1일). 〈고아 배정자를 이또가 밀정으로 양성〉. 《실록 친일파》. 반민족문제연구소 엮음. 서울: 돌베개. ISBN 8971990368.